# ليتراتورنوي كافيه (سانت بطرسبرغ)

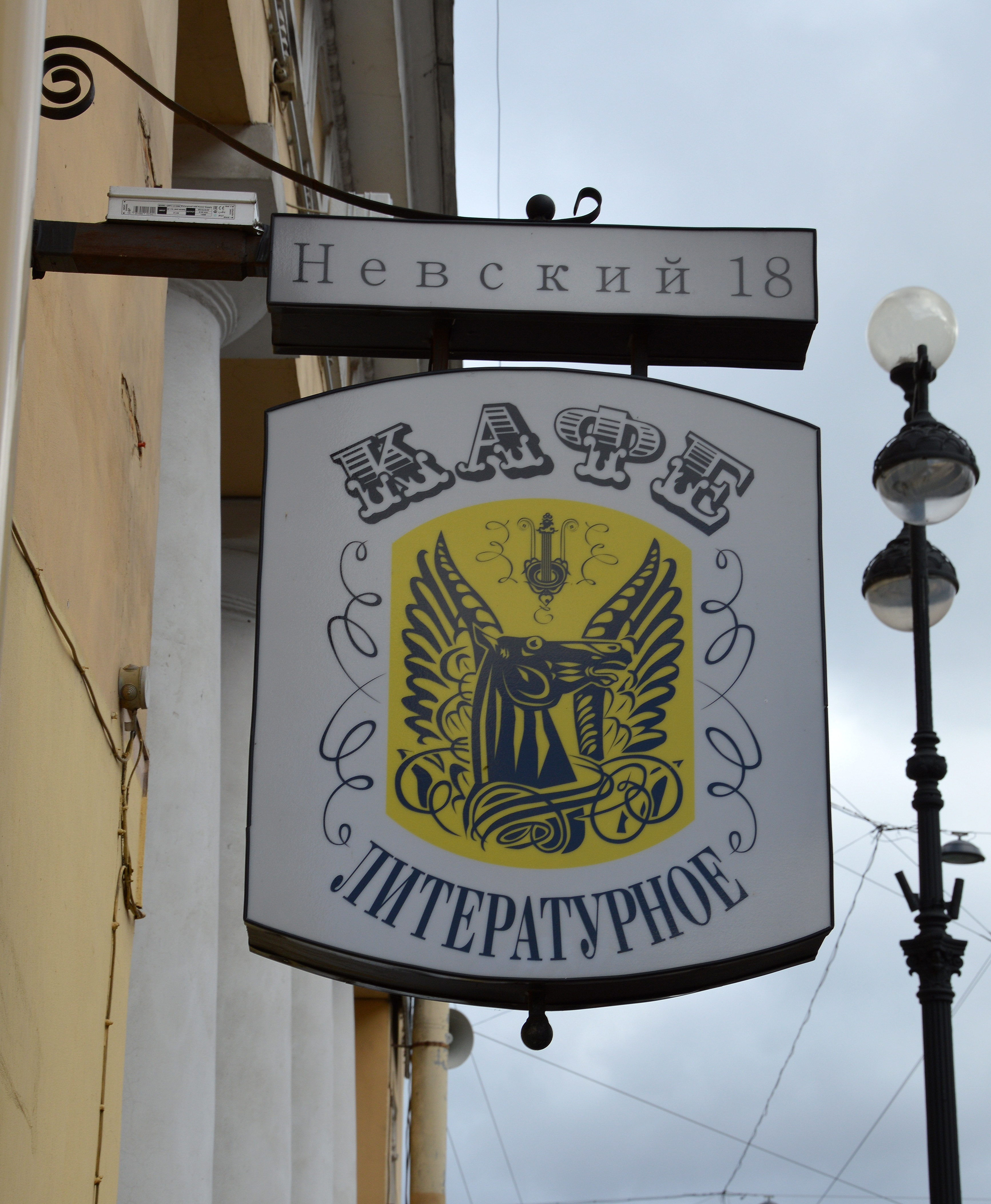
ليتراتورنوي كافيه في سانت بطرسبرغ (2016)

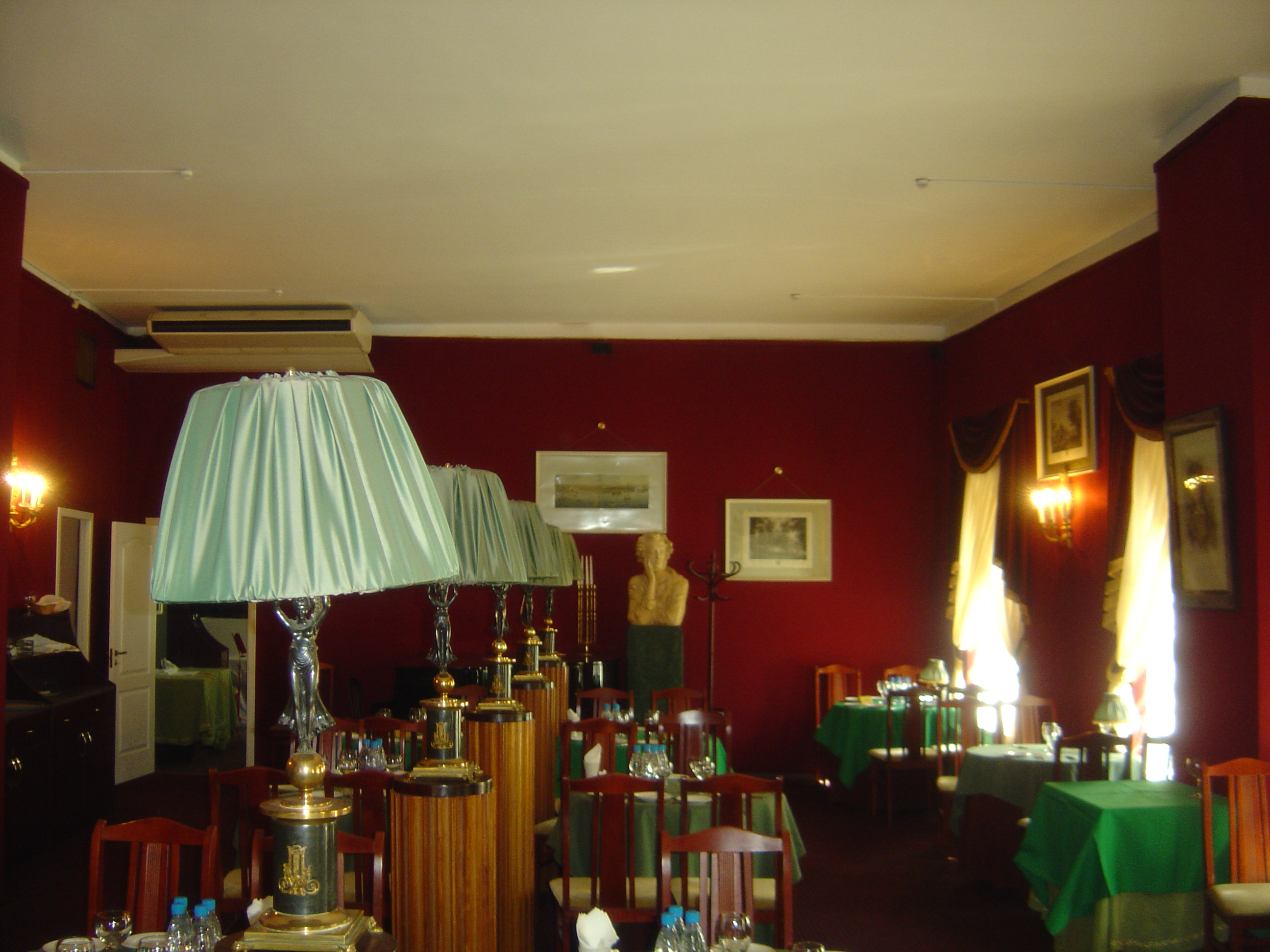
الطابق الثاني من ليتراتورنوي كافيه (2007)

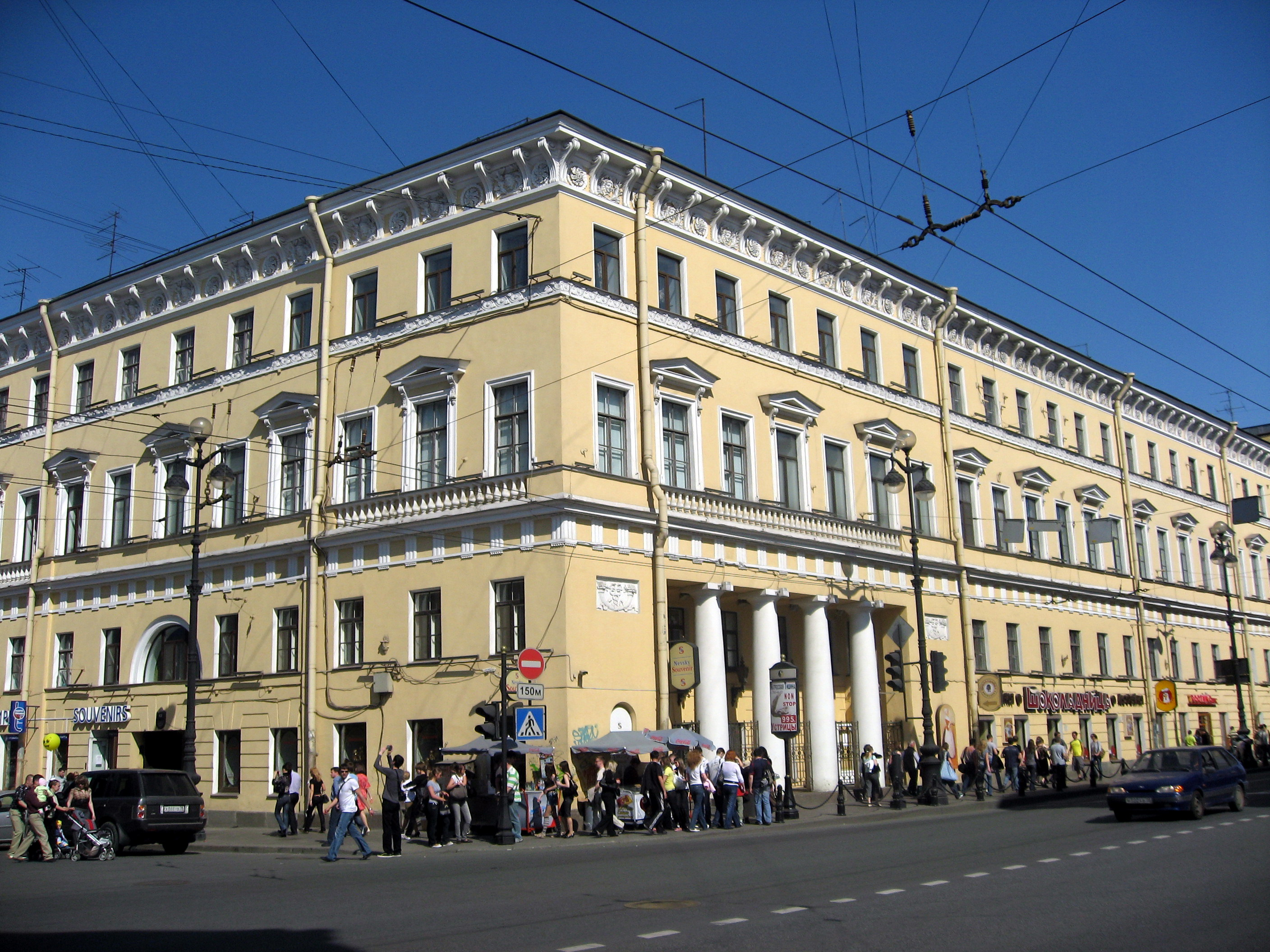
المبنى رقم 18 شارع نيفسكي (2007)

ليتراتورنوي كافيه (بالروسية: Литературное кафе)‏، أو المقهى الأدبي، مطعم مهم تاريخيًا في شارع نيفسكي بروسبكت في سانت بطرسبرغ، روسيا، كان يتردد عليه كتاب مشهورون في الأدب الروسي، بما في ذلك ألكسندر بوشكين وفيودور دوستويفسكي، وأصدقائهم في القرن التاسع عشر.

## تاريخ
في 1812-1814، جدد المبنى الواقع في 18 شارع نيفسكي في سانت بطرسبرغ، عاصمة روسيا في ذلك الوقت، بواسطة كيلو بايت كوتومي.  في هذا المبنى، افتتح إس وولف و ت. في عام 1834، المقهى الذي سرعان ما أصبح مكانًا يجتمع فيه كتاب الأدب الروسي، مثل ألكسندر بوشكين وميخائيل ليرمونتوف وتاراس شيفتشينكو وفيودور دوستويفسكي.
حول الطابق السفلي من المبنى إلى مكتبة أصبحت معروفة نسبيًا في 1858-2001. جدد المبنى بالكامل في 1978-1981، أعيد افتتاح المطعم تحت اسم ليتراتورنوي كافيه، أو المقهى الأدبي في عام 1983.

## روابط خارجية
- موقع رسمي